# Eva García
Eva García (Sarmiento, 31 de octubre de 1920 - Buenos Aires, 5 de julio de 2004), apodada como Beba, fue una importante pintora, poeta, pianista y artista argentina que expuso de forma individual y colectiva en gran cantidad de centro de arte de Europa y Argentina. Fue también una impulsora de la Patafísica en la Argentina.

## Biografía
Eva García nació el 31 de octubre de 1920. Su madre se llamaba Eufemia Herrera y era pianista; mientras que su padre era Adán García, juez de Paz de Colonia Sarmiento en la (provincia de Chubut). Su papa también era criador de caballos en la estancia El Relincho, de donde salieron los conocidos ejemplares criollos Gato y Mancha que de la mano del suizo Aimé Félix Tschiffely fueron desde Buenos Aires hasta Nueva York.
En el año 1941 egresó del Conservatorio Nacional de Música y Arte Escénico de Buenos Aires. Estudió dibujo y pintura con Vicente Puig entre 1942 y 1949. Desde la década de 1950 realizó muestras colectivas en el Instituto de Arte Moderno y la Embajada de Francia en Buenos Aires, así como en otras ciudades como Amberes, Bruselas, París y en Polonia. También expuso de forma individual en muchas galerías de países europeos, como Bélgica y Francia. Durante años realizó numerosas estadías de estudio en París.
Eva fue una de las impulsoras en la Argentina de la Patafísica, movimiento cultural francés de la segunda mitad del siglo xx vinculado al surrealismo. Su impulsor original era el francés Alfred Jarry, quien uniendo conceptos dadaístas y surrealistas logró captar el interés de artistas de vanguardia de la época. Eva, junto con Albano Rodríguez y Esteban Fassio dieron un fuerte impulso a este movimiento en el país, por medio de viajes de formación a Francia y la fundación del Instituto de Altos Estudios Patafísicos de Buenos Aires (IAEPBA), entidad pionera de esta corriente fuera de Francia.
Se desempeñó también como docente, entre ellos Antonini Cambaceres y Ileana Rabin.
Se casó con Albano Rodríguez, quién murió en 1984. Falleció el 5 de julio de 2004 en la ciudad de Buenos Aires.